# Clemens August Droste zu Vischering
Clemens August Droste zu Vischering (ur. 22 stycznia 1773 w Vorhelm, zm. 19 października 1845 w Münster) – niemiecki baron, arcybiskup koloński, władzy kościelnej używał do zwalczania hermezyjanizmu.